# Morti nel 924
| Questa pagina contiene informazioni ricavate automaticamente dalle voci biografiche con l'ausilio del template Bio e di un bot. L'aggiornamento è periodico e automatico e ricostruisce completamente la pagina. Se manca una persona in questa lista, sei pregato di non aggiungerla, ma accertati piuttosto che la sua voce biografica contenga il template Bio e che i dati anagrafici siano correttamente compilati. Se il template Bio manca, inseriscilo tu stesso o, in alternativa, metti l'avviso {{tmp\|Bio}} che ne segnala la mancanza. Se i dati riportati sono sbagliati, correggi direttamente la voce biografica; le modifiche saranno visibili in questa lista entro pochi giorni. Per chiarimenti vedi il progetto biografie. La lista contiene solo le 8 persone che sono citate nell'enciclopedia e per le quali è stato implementato correttamente il template Bio. Pagina aggiornata al 26 mar 2025. |

- 7 aprile - Berengario del Friuli, re
- 26 aprile - Glismut, nobile tedesca
- 17 luglio - Edoardo il Vecchio, sovrano
- 2 agosto - Ethelweard, sovrano inglese (n. 902)
- Alberico I di Spoleto, nobile
- Ordoño II di León, sovrano spagnolo (n. 873)
- Raimondo II di Tolosa, conte
- Teodoro Sigritsa, generale e diplomatico bulgaro